# Jeremy Gray
Pour les articles homonymes, voir Gray.
Jeremy John Gray (né le 25 avril 1947) est un mathématicien et historien britannique. Il est spécialisé en histoire des mathématiques.
Il reçoit en 2009 le Prix Whiteman remis par l'American Mathematical Society.

## Biographie
Jeremy Gray étudie à l'université d'Oxford de 1966 à 1969, puis à l'université de Warwick, où il obtient un Ph.D. en 1980 sous la direction de Ian Stewart et David Fowler.
Il travaille à l'Open University depuis 1974. Il enseigne également à l'université de Warwick depuis 2000.
Gray a été consultant pour l'émission The Story of Maths, une co-production de l'Open University et de la British Broadcasting Corporation. Il est également rédacteur en chef de Archive for History of Exact Sciences.
En 2012, il est élu Fellow de l'American Mathematical Society.

## Œuvres
- (en) Ideas of space: Euclidean, non-Euclidean, and relativistic. Oxford University Press 1979, 2e édition 1989.
- (en) Linear differential equations and group theory from Riemann to Poincaré Birkhäuser, 1986.
- (en) The Geometrical Work of Girard Desargues (avec J. V. Field). Springer 1986.
- (en) Geometry (avec D. A. Brannan et M. Esplen). Cambridge University Press 1999.
- (en) The Hilbert Challenge. Oxford University Press 2000, en français : Le défi de Hilbert Dunod, 2003.
- (en) Janos Bolyai, non-Euclidean Geometry and the Nature of Space. Burndy Library, MIT, 2004.
- (en) Worlds out of Nothing; a course on the history of geometry in the 19th century. Springer 2006.
- (en) Plato’s Ghost: The Modernist Transformation of Mathematics. Princeton University Press 2008[5].
- (en) Henri Poincaré: a scientific biography. Princeton University Press 2012.
- (en) Hidden Harmony - Geometric Fantasies. The Rise of Complex Function Theory (avec Umberto Bottazzini). Springer 2013.

### Comme éditeur ou co-éditeur
- (en) The History of Mathematics; a Reader (avec John Fauvel), Macmillan, 1987.
- (en) L'Europe mathématique, Mathematical Europe (avec Catherine Goldstein et Jim Ritter), MSH, 1996.
- (en) Henri Poincaré: Three Supplementary Essays on the Discovery of Fuchsian Functions (avec Scott Walter), 1997.
- (en) The symbolic universe: geometry and physics, 1890-1930, 1999.
- (en) Jacques Hadamard: Non-Euclidean Geometry in the Theory of Automorphic Functions (avec Abe Shenitzer), 1999.
- (en) Mathematical Conversations; Selections from the Mathematical Intelligencer (avec Robin Wilson), Springer, 2000.
- (en) Gauss − Titan of Science, 2003.
- (en) The Architecture of Modern Mathematics, 2006.
- (en) Episodes in the History of Modern Algebra 1800—1950 (avec Karen Parshall), 2007.

### Contributions
- (en) The Princeton Companion to Mathematics
- (en) The Oxford Handbook of the History of Mathematics
- (en) Revolutions in Mathematics (en)